# Svrljig
Svrljig je gradić i centar istoimene općine u istočnoj Srbiji. Pripada Nišavskom okrugu.
Udaljen je 25 km od Niša.  Ovo, nekoć malo industrijsko središte, danas je nerazvijena općina poznata po ovcama i siru.

## Stanovništvo
U naselju Svrljig živi 7.705 stanovnika, od toga 6.247 punoljetna stanovnika, a prosječna starost stanovništva iznosi 38,3 godina (37,3 kod muškaraca i 39,2 kod žena). U naselju ima 2.428 domaćinstavo, a prosječan broj članova po domaćinstvu je 3,17.
| broj stanovnika | 1296  | 1646  | 2012  | 3486  | 5728  | 7421  | 7705  |
|                 | 1948. | 1953. | 1961. | 1971. | 1981. | 1991. | 2001. |